# Julian Lwowitsch Schwarzbreim
Julian Lwowitsch Schwarzbreim  (russisch Юлиан Львович Шварцбрейм), wiss. Transliteration Julij L’vovič Švarcbrejm; (geb. 1920 in Kiew; gest. 1996 in Moskau) war ein russischer Architekt.

## Werdegang
Schwarzbreim nahm als Soldat der Roten Armee von 1941 bis 1945 am Zweiten Weltkrieg teil. Nach dem Krieg studierte er am Moskauer Architektur-Institut (MArchI, russisch МАрхИ), einer staatlichen Akademie. Er schloss sein Studium 1949 ab. Von 1961 bis 1996 war er als Architekt tätig. Er entwarf und baute Gebäude wie das Haus der Sowjets in Kaliningrad und den Zirkus in Sotschi. Zudem war er „Teilnehmer und Gewinner zahlreicher Wettbewerbe“ («Участник и лауреат многочисленных конкурсов»).
Seit 1992 war er Mitglied der Russischen Akademie der Architektur und Baukunst, einer offiziellen Akademie, die sich auf Architektur und Stadtplanung spezialisiert hat. Er hatte die Leitung des Zentralen Forschungs- und Designinstituts für Wohnhäuser und öffentliche Gebäude (ZNIIEP, russisch ЦНИИЭП, ab 1974 Mesenzew-Institut) inne. Als Arbeitsgruppenleiter wurde er mit Foto im Bildband des Mesenzew-Instituts vorgestellt.
Der Architekturhistoriker Andrej Wladimirowitsch Ikonnikow zählt Schwarzbreim, aufgrund der Gesichtswirkung der Fassade des Hauses der Sowjets in Kaliningrad und wegen der Maskenreliefs, die die Attika des Zirkus in Sotschi schmücken, zu den Vertretern eines „romantischen Symbolismus.“
Schwarzbreim wurde durch die Arbeiten des sowjetischen Architekten Iwan Iljitsch Leonidow (1902–1959) inspiriert.

## Werkverzeichnis
- 1950er Jahre: Das Gebäude der sowjetischen Handelsvertretung in Peking
- 1954/1955: Kongresshalle des Palastes der Kultur und Wissenschaft in Warschau
- 1960: Der sowjetische Pavillon auf der Messe in Damaskus und Izmir
- 1965: Gebäude „Sotschi“ in Sotschi
- 1970/2005: Das „Haus der Sowjets“ (auch Haus der Räte) ist ein 16-stöckiges Hochhaus, das nach Entwürfen von Schwarzbreim im Stil von Le Corbusier erbaut wurde.[8] Die Fassade hat eine Gesichtswirkung. Das Wort Fassade stammt von dem italienischen Wort facciata, auf Deutsch Gesicht ab. Das Gesicht des Hauses der Räte entspricht in den Proportionen dem Kindchenschema Konrad Lorenz'. Große Stirnregion, relativ weit unten liegende Platzierung der Gesichtsmerkmale mit großen Augen, einer Nase und Mund. Das gleiche Gesicht hat auch ein Gebäude von Kenzo Tange, das Sogetsu Kaikan Building bzw. Sogetsu Art Center (SAC) in Tokio.[9] Der Bau des Gebäudes wurde 1970 begonnen.[10] Wegen der Konzentration staatlicher Ausgaben auf die Sportbauten in Moskau für die Olympischen Sommerspiele 1980 wurde ein fünfjähriger Stopp für den Bau öffentlicher Gebäude verhängt, weswegen der Weiterbau 1985 zum Erliegen kam. Das Gebäude war 1985 zu 72 % fertiggestellt.[11] Zur Jubiläumsfeier der Stadt Kaliningrad 2005 wurde unter Putin das Gebäude vollendet und restauriert.
- 1971: „Zirkus von Sotschi“. Dafür erhielt er 1973 den „Sowjetischen Staatspreis für Architektur“.[12] Ein Band erschien dazu anlässlich der Verleihung des Staatspreises an Schwarzbreim.[13]
- 1980: „Zirkus Jekaterinburg“: Das Zirkusgebäude von Jekaterinburg wurde 1980 nach Entwürfen der Architekten Schwarzbreim und M. Korobkow[14] erbaut.

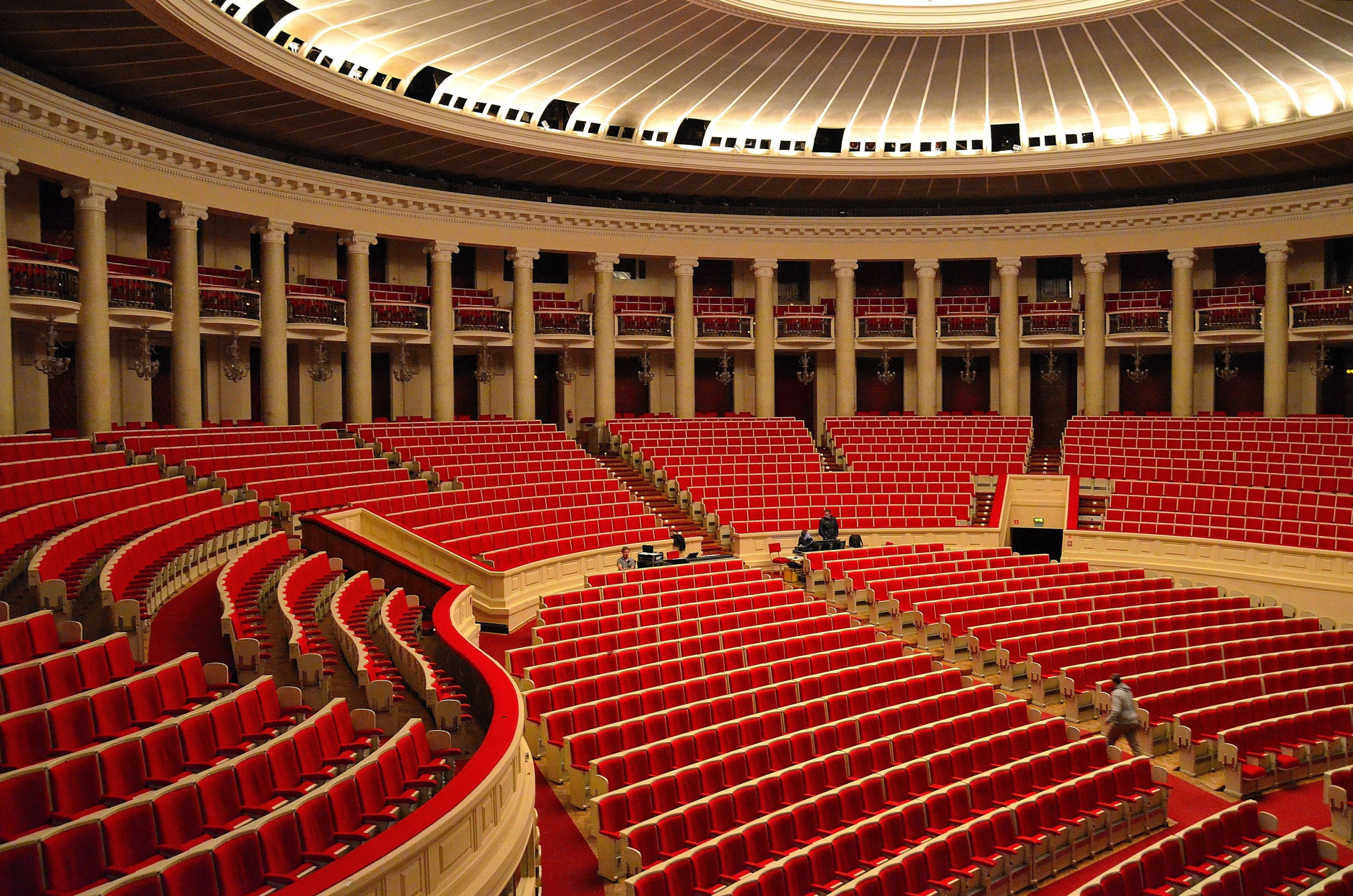
Kongresshalle des Palasts der Kultur und Wissenschaft in Warschau
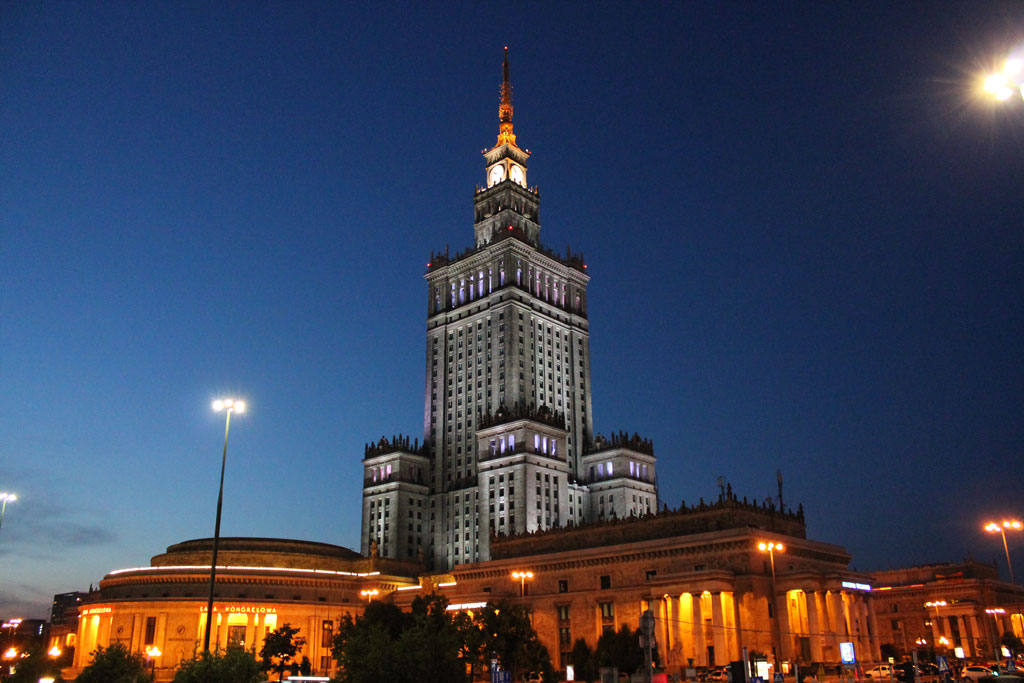
Palast der Kultur und Wissenschaft in Warschau
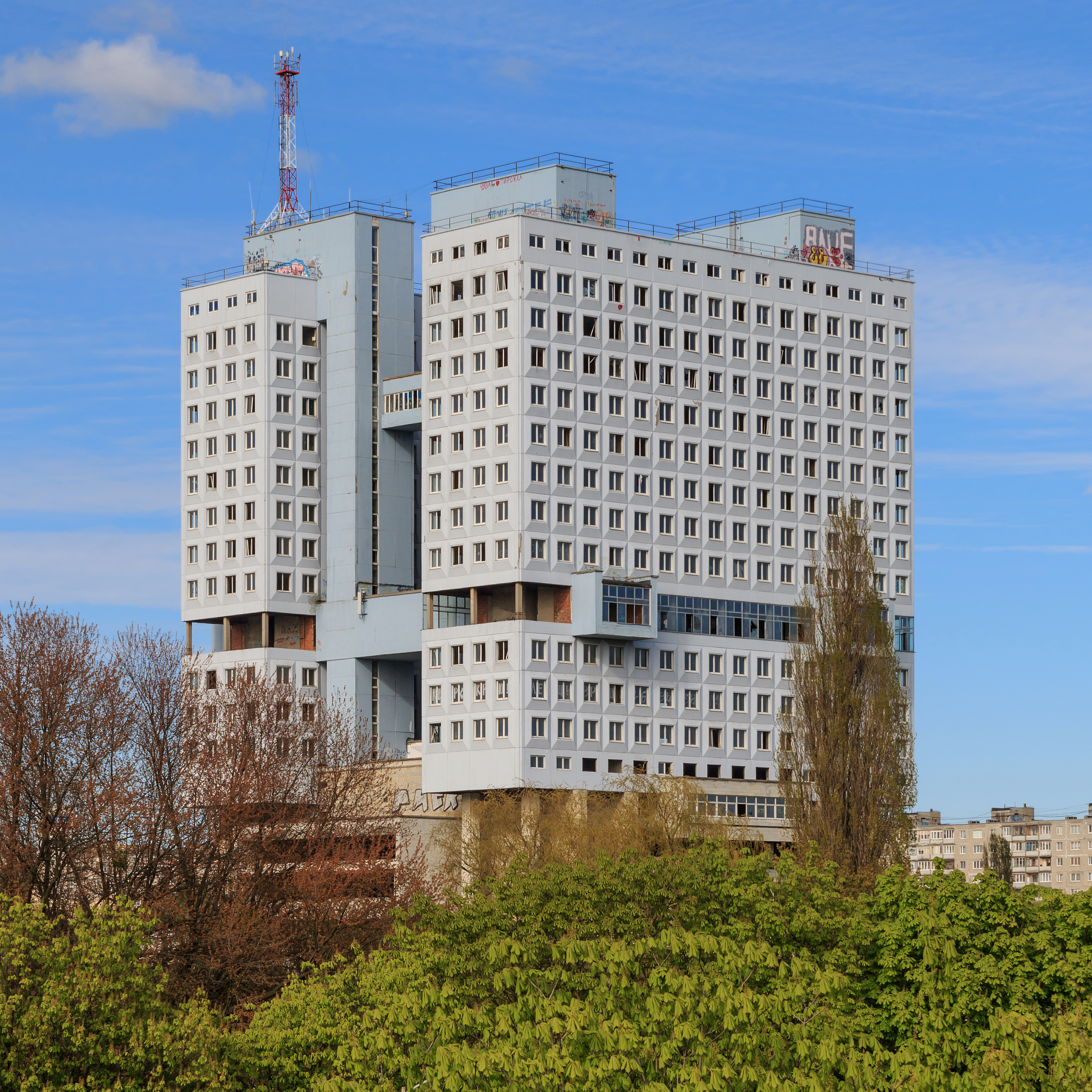
Kaliningrad, Haus der Räte
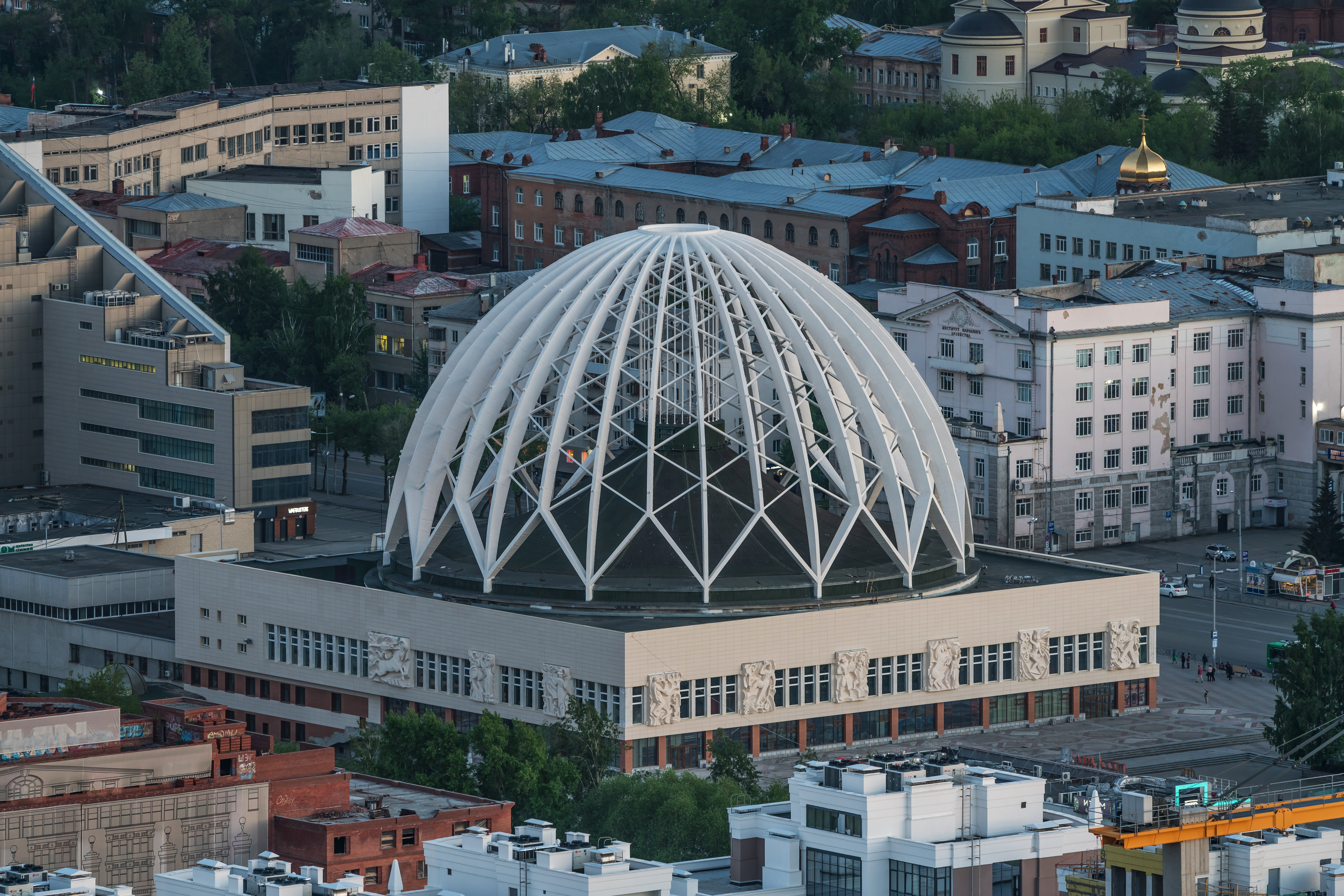
Jekaterinburg, Zirkusgebäude.
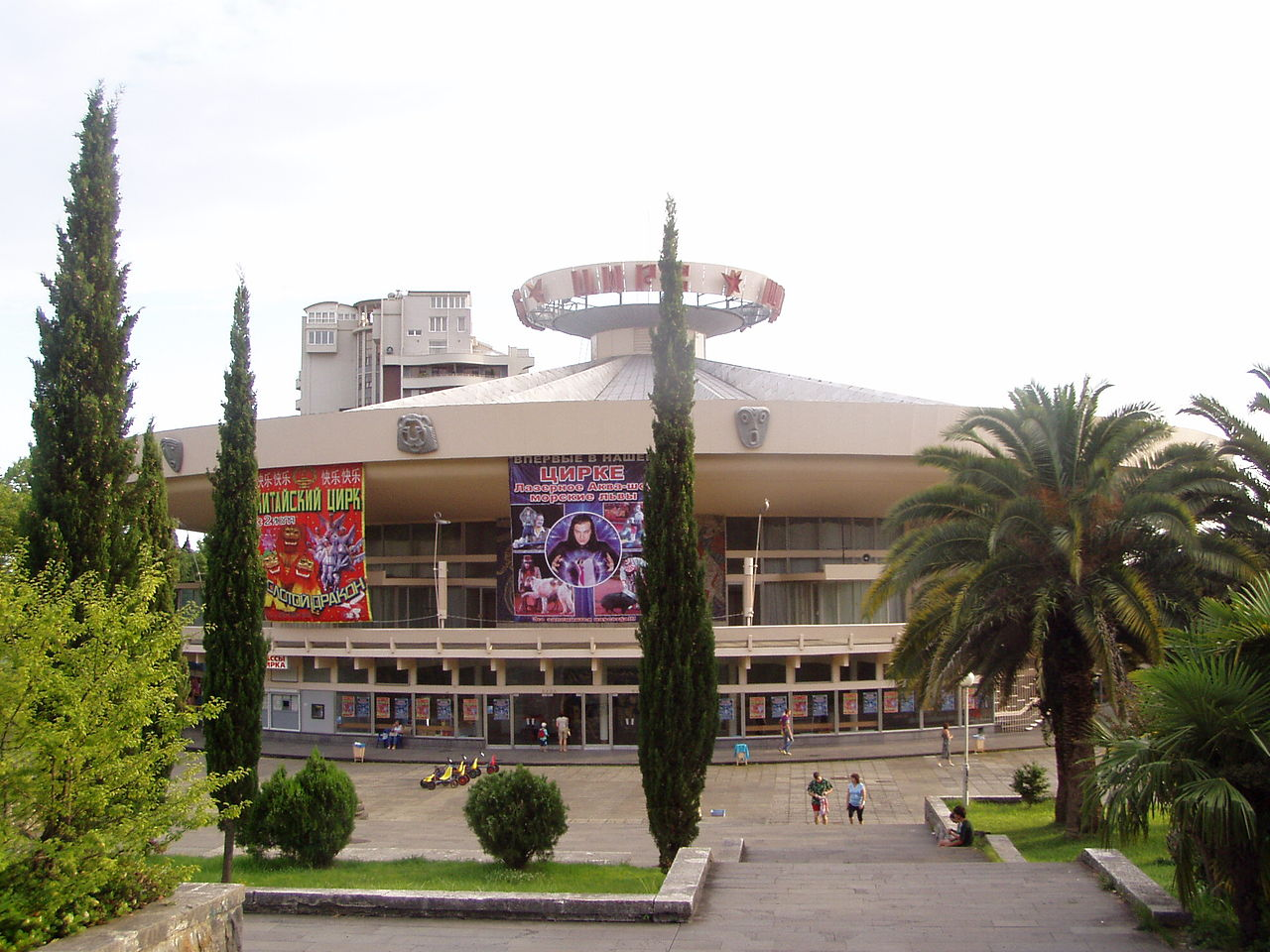
Sotschi, Zirkusgebäude.
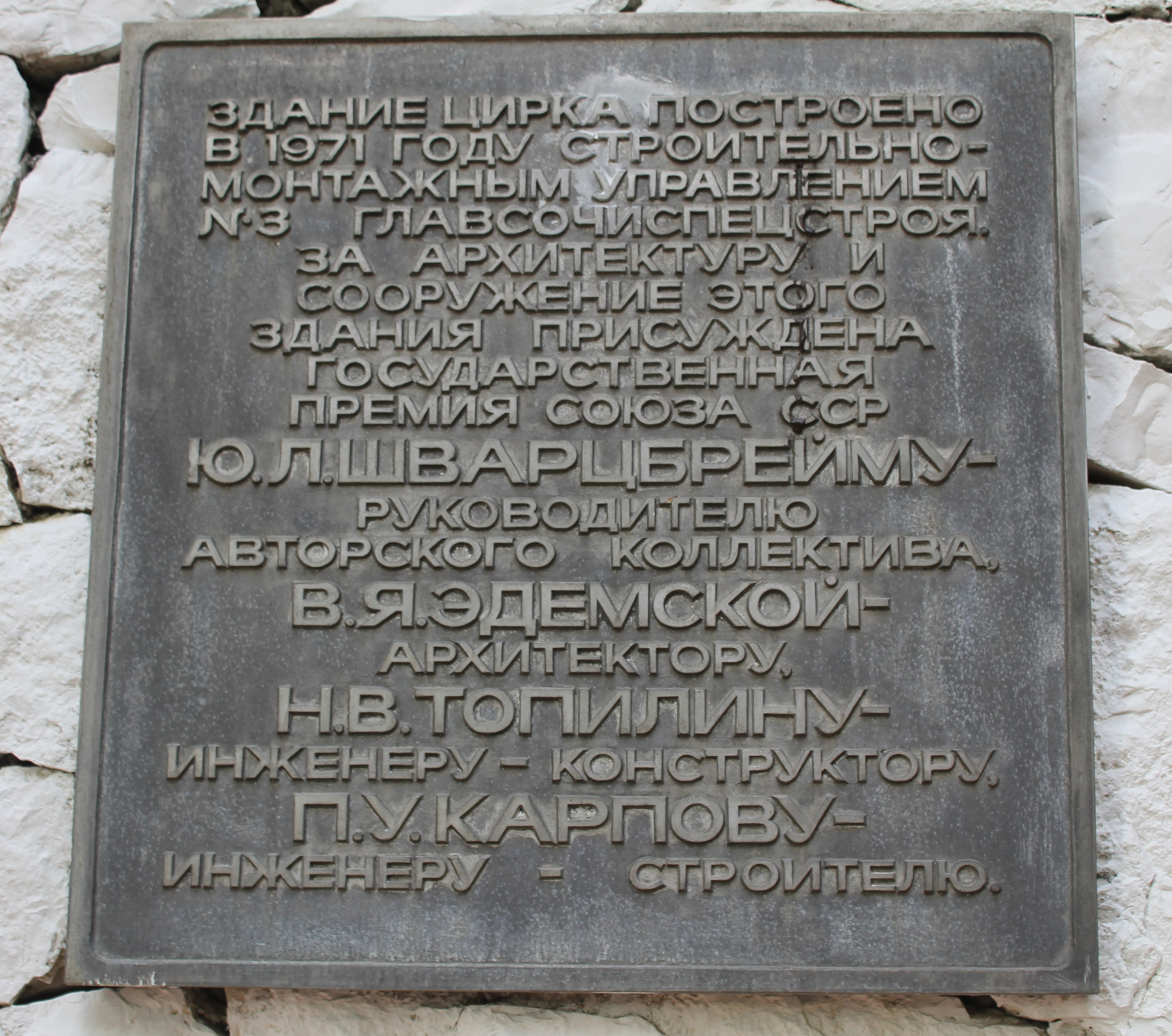
Sotschi, Gedenktafel am Zirkusgebäude mit Beschreibung der Erbauer: Schwarzbreim u. a.